# Dicono di me
Dicono di me è un singolo del cantautore italiano Cesare Cremonini, pubblicato il 20 maggio 2008 come primo estratto dal terzo album in studio Il primo bacio sulla Luna.

## Descrizione
Interamente composto da Cremonini, il brano è stato registrato negli studi Mille Galassie e mixata a Londra da Steve Orchad agli AIR Studios, luogo nel quale è stata anche registrata la parte suonata al pianoforte dal cantante.
Il brano è rimasto per tutta l'estate 2008 nella top ten dei brani più trasmessi dalle radio, ed è rimasto per lo stesso periodo nella top twenty dei singoli più scaricati da iTunes.

## Video musicale
Il videoclip di Dicono di me è stato scritto da Cesare Cremonini e Walter Mameli ed è stato diretto da Gaetano Morbioli. È stato girato a Londra dal 24 maggio al 26 maggio 2008. Attore protagonista del video è Francesco Mastrorilli che già aveva partecipato al video di Latin Lover e di 50 special, mentre ha fatto una breve apparizione nel videoclip della canzone Io e Anna, ed è anche il protagonista del videoclip della canzone Nessuno vuole essere Robin nei panni di Robin. Cremonini fa solo qualche breve apparizione nel video all'inizio e alla fine, prima suonando la chitarra con la sua band e poi da solo mentre suona il pianoforte.
Il video esplica quanto l'amore di due giovani possa coronarsi anche a casa dei genitori più severi. Due ragazzi, da due inquadrature diverse, vengono ripresi mentre si svegliano e si alzano, poi si sistemano e si mettono a posto. Lui si lava con una doccia e poi si veste con una camicia, lei va in bagno a lavarsi alla faccia e a sistemarsi, e notiamo che è molto bella. Dopo va a scegliersi un vestito unico, sembra per uscire. A questo punto, le riprese divengono unilaterali e uniche, in cui il ragazzo si mette una giacca ed esce. Poi incontra degli amici (tra cui Cremonini e il bassista Ballo) e scherza con loro; infine li saluta e prende un taxi. Giunge di fronte a una villa e all'uscio cerca di pulirsi una scarpa, e gli apre un maggiordomo freddo e impassibile che non gli dà neppure la mano per salutarlo. Il ragazzo va in corridoio dove viene abbracciato dalla ragazza vista all'inizio, che si rivela essere la sua fidanzata che gli sistema il colletto e lo presenta ai suoi genitori, che però sono scettici. Viene servito il pranzo e qui Cremonini intona una poesia musicale per la ragazza del giovane, che non fa altro che sorridere. Il ragazzo scherza nel mangiare un pezzo di pane causando l'ilarità della fidanzata. Alla fine saluta i genitori di lei e in macchina, entrambi si cambiano per andare a ballare in un locale. I genitori della ragazza sono venuti a ballare e accolgono il ragazzo in famiglia con delle attenzioni affettuose, e la ragazza lo abbraccia mentre Cesare Cremonini, in un teatro vuoto, termina la musica e se ne va non prima di aver sorriso allo spettatore.

## Commento dell'autore
Dal sito della casa discografica dell'artista, Warner Music Italia, Cesare commenta così il suo singolo d'esordio dell'album Il primo bacio sulla Luna: "È stato "l'apripista" di questo nuovo disco.
Volevo che uscisse una canzone allegra qualche mese prima dell'album, per vivere il periodo di lavoro più duro, quello in studio, con la carica giusta. "Dicono di me" ha fatto un grandissimo lavoro e le radio lo hanno supportato da subito.
L'ho scritta poche settimane prima della sua pubblicazione, ed è anche l'ultima canzone che ho scritto per questo album. Era successo così anche con ...Squérez?: "50 special" fu infatti l'ultima canzone che scrissi per quel disco, e mi portò molta fortuna.
Il testo di "Dicono di me" parla di pregiudizi, e cerca ironicamente (e disperatamente) di esorcizzarli.
Ho pensato che potesse essere un argomento molto attuale, perché sono convinto che ancora oggi sia difficile farsi apprezzare per quello che si è veramente, e credo che ognuno di noi debba lottare (...e perdere un mucchio di tempo) cercando di abbattere quei muri che caratterizzano in parte la società di oggi, più chiusa e diffidente che mai".

## Classifiche
| Classifica (2008)                        | Posizione raggiunta |
| ---------------------------------------- | ------------------- |
| Classifica Singoli Digital Download      | 3                   |
| Classifica Singoli Nielsen Music Control | 2                   |

## Crediti
- Cesare Cremonini: Autore, voce, pianoforte, cori, cembali
- Bruno Farinelli: batteria
- Ballo: basso
- Andrea Morelli e il Duka: chitarre elettriche